# Pycnotropis
Pycnotropis är ett släkte av mångfotingar. Pycnotropis ingår i familjen Aphelidesmidae.

## Dottertaxa tillPycnotropis, i alfabetisk ordning[1]
- Pycnotropis achiraensis
- Pycnotropis acuticollis
- Pycnotropis carli
- Pycnotropis colombiensis
- Pycnotropis curvata
- Pycnotropis cylindroides
- Pycnotropis devillei
- Pycnotropis epiclysmus
- Pycnotropis falcata
- Pycnotropis flavocarinata
- Pycnotropis goeldii
- Pycnotropis haenschi
- Pycnotropis inca
- Pycnotropis jeekeli
- Pycnotropis latzeli
- Pycnotropis madeira
- Pycnotropis mammata
- Pycnotropis melanostigma
- Pycnotropis pallidicornis
- Pycnotropis peruana
- Pycnotropis sigma
- Pycnotropis similis
- Pycnotropis subareata
- Pycnotropis subfalcata
- Pycnotropis taenia
- Pycnotropis tida
- Pycnotropis torresi
- Pycnotropis unapi
- Pycnotropis urucu
- Pycnotropis zumbii